# Mausolée du Général Charpentier
Le mausolée du Général Charpentier est un mausolée situé à Oigny-en-Valois, en France.

## Localisation
Le mausolée est situé sur la commune d'Oigny-en-Valois, dans le département de l'Aisne.

## Historique
Le monument est inscrit au titre des monuments historiques en 1990.